# 세이부 신주쿠선
세이부 철도 신주쿠 선(일본어: 西武鉄道新宿線, せいぶてつどうしんじゅくせん/신숙선)은 세이부 철도가 운영하는 철도 노선 가운데 하나이다. 일본 도쿄도 신주쿠구에 있는 세이부 신주쿠 역과 사이타마현 가와고에시에 있는 혼카와고에 역을 잇는다.

## 개요
기본적으로 세이부 신주쿠 역에서 혼카와고에 역까지 운행을 하며, 다른 회사의 노선과 직결 운행을 하지는 않으나, 세이부 철도 소속 노선과 직결운행을 한다. 직결운행을 하는 노선은 다음과 같다.
- 하이지마 선 : 세이부 신주쿠 역 및 고다이라 역에서 착발하는 급행, 준급, 각역정차가 상호직결운행을 하며, 하이지마 쾌속 열차도 운행한다.
- 다마코 선 : 평일 출퇴근 시간대나 주말 및 휴일에 유원지를 이용하는 승객들을 위해 세이부 신주쿠 역 및 고다이라 역에서 착발하는 열차가 세이부 유원지 역까지 직결운행한다.
- 세이부엔 선 : 세이부엔 경륜장에서 경기가 있거나 행사가 있을 경우에 임시로 직결운행하는 열차가 투입된다.
- 고쿠분지 선 : 오전 및 오후에 혼카와고에 역 및 신토코로자와 역에서 착발하여 직결운행을 한다.
- 세이부 돔 임시열차 : 야구경기나 행사가 있을 경우, 세이부 신주쿠 역 및 혼카와고에 역에서 출발하여 도코로자와 역에서 이케부쿠로 선 선로에 진입 후 니시토코로자와 역 및 사야마 선을 거쳐 세이부 구장앞 역까지 직결운행하는 열차가 투입된다.

또한 다카다노바바역에서 고다이라 역까지 곡선구간이 많기 때문에 운행 시간이 같은 거리의 다른 노선보다 더 걸린다.

## 역사
- 1894년 12월 21일 : 가와고에 철도 가와고에 선 개통(고쿠분지역 - 구메가와 역[2](8.0km)).
- 1895년 3월 21일 : 구메가와 역 - 가와고에 역(지금의 혼카와고에 역) 구간(21.7km) 개통.
- 1927년 4월 16일 : 히가시무라야마 역 - 가와고에 역 구간 전철화(직류 1500V)
- 1927년 4월 19일 무라야마 선 다카다노바바 역 - 히가시무라야마 역 구간(23.7km) 개통.
- 1940년 7월 22일 : 가와고에 역을 혼카와고에 역으로 개칭.
- 1950년 4월 6일 : 히가시무라야마 역 - 야나세 신호소(현재 폐역) 구간 복선화.
- 1952년 3월 25일 : 세이부 신주쿠 역 - 다카다노바바 역(2.0km) 구간 개통. 신주쿠 선으로 노선명 변경. 가와고에 선 히가시무라야마 역 - 혼카와고에 역 구간은 신주쿠 선으로 편입.
- 1958년 12월 19일 : 야나세 신호소(현재 폐역) - 도코로자와 역 구간 복선화.
- 1967년 10월 27일 : 도코로자와 역 - 신토코로자와 역 구간 복선화.
- 1969년 9월 26일 : 신토코로자와 역- 이리소 역 구간 복선화.
- 1975년 11월 26일 : 이리소 역 - 이루마가와 역(지금의 사야마 시역) 구간 복선화.
- 1976년 :세이부 신주쿠 역에서 세이부 지치부 역까지 직결운행하는 오쿠지치부 호 운행개시(주말 및 휴일만 운행). 세이부 신주쿠 역에서 도코로자와 역까지 운행하는 무사시 호(주말 및 휴일만 운행) 운행개시.
- 1977년 : 세이부 신주쿠 역사 신축.
- 1980년 3월 12일 : 미나미오쓰카 - 와키타 신호장 구간 복선화.
- 1989년 12월 14일 : 신사야마 역 - 미나미이리소 역 구간 복선화.
- 1991년 7월 27일 : 사야마 시역 - 신사야마 역 구간 복선화.
- 1993년 12월 6일 : 오쿠지치부 호, 무사시 호 운행 중지. 특급 고에도 호 운행 개시.
- 2000년 2월 20일 : 20000계 투입.
- 2003년 3월 12일 : 고쿠분지 선과 직결운행 실시.(고쿠분지 역 - 신토코로자와 역)
- 2008년 4월 26일 : 30000계 투입.
- 2008년 6월 14일 : 하이지마 쾌속 운행 개시. 고쿠분지 선 직결운행 열차 혼카와고에 역까지 노선 연장.

## 운행 형태

### 특급
기본적으로 세이부신주쿠 역에서 혼카와고에 역까지 운행하며, 특급권을 별도로 구입해야 하고, 지정좌석제로 운행하는 열차이다.
영문 표기로는 Limited Express(Ltd Exp)이며, 열차는 10000계가 투입된다.

### 쾌속 급행
별도의 요금이 필요없는 열차이다. 호칭은 가와고에 호(일본어: 川越号, かわごえごう)이고, 1998년에 처음 운행했으며, 기본적으로 세이부신주쿠 역에서 혼카와고에 역까지 운행한다.
평일에만 운행하고, 주말이나 휴일에는 운행하지 않는다.
2007년 3월 6일부터 히가시무라야마 역 및 사야마 시역에도 정차하기 시작했다.
영문 표기로는 Rapid Express(Rapid Exp)이며, 대부분의 통근형 전동차가 투입이다.

### 통근 급행
평일 출근 시간에 상행선에만 투입이 된다. 혼카와고에 역에서 세이부 신주쿠 역까지 운행하며, 1993년부터 운행을 시작했다.
영문표기로는 Commuter Express(Com Exp)이며, 열차는 대부분의 통근형 전동차가 투입된다.

### 하이지마 쾌속
2008년 6월 14일부터 운행을 시작했으며, 세이부 신주쿠 역에서 하이지마 선의 하이지마역까지 운행하는 것을 기본으로 한다. 이름 때문에 혼카와고에 역으로 운행하는 일은 없으며, 급행이 정차하는 하나코가네이 역은 무정차 통과한다. 하행선인 경우, 다마가와조스이 역에서 하이지마역까지는 각역에 정차하기 때문에 이 구간에서는 '각역정차'로 안내를 한다.
영문표기로는 Rapid로 표기를 하나, 안내할 때는 Haijima Rapid로 많이 안내를 한다. 열차는 대부분의 통근형 전동차가 투입된다.

### 급행
기본적으로 세이부신주쿠 역에서 혼카와고에 역까지 운행하며, 하이지마 선의 하이지마 역까지도 직결운행을 한다. 또한, 다마코 선의 세이부 유원지 역까지도 직결운행을 한다. 하행선인 경우, 다나시 역에서 혼카와고에 역이나 하이지마역까지는 각역에 정차하기 때문에 이 구간에서는 '각역정차'로 안내를 한다.
영문표기로는 Express(Exp)이며, 열차는 대부분의 통근형 전동차가 투입된다.

### 준급
기본적으로 세이부신주쿠 역에서 혼카와고에 역까지 운행하며, 하이지마 선의 하이지마 역까지도 직결운행을 한다. 하행선인 경우, 가미샤쿠지이 역에서 혼카와고에 역이나 하이지마역까지는 각역에 정차하기 때문에 이 구간에서는 '각역정차'로 안내를 한다.
영문표기로는 Semi - Express(Semi Exp)이며, 열차는 대부분의 통근형 전동차가 투입된다.

### 각역 정차
기본적으로 세이부신주쿠 역에서 혼카와고에 역까지 운행하며, 하이지마 선의 하이지마 역까지도 직결운행을 한다. 타는 곳이 8량 열차 진입에 맞추어진 역이 있기 때문에최대 8량편성을 한다. 안내할 때는 각역정차(各駅停車)나 각정(各停)으로 하며, 전동차 행선판에는 보통(普通)으로 표기를 한다.
가미샤쿠지이 역, 신토코로자와 역까지 운행하는 열차도 일부 있다.
영문표기로는 Local이며, 열차는 대부분의 통근형 전동차가 투입된다.

## 차량
- 10000계
- 신101계·301계 -은퇴
- 2000계, 신2000계
- 3000계
- 6000계
- 20000계
- 30000계

## 역 목록

### 정차역 목록
| 역 번호 | 역명                | 일어 역명    | 준 급 | 급 행 | 통 급 | 쾌 급 | 하 라 | 특 급                                                                                      | 접속 노선 | 역간 거리  | 누적 거리      | 소재지       | 소재지           |
| ------- | ------------------- | ------------ | ----- | ----- | ----- | ----- | ----- | ------------------------------------------------------------------------------------------ | --- | ---------- | -------------- | ------------ | ---------------- |
| SS 01   | 세이부 신주쿠       | 西武新宿     | ●     | ●     | ●     | ●     | ●     | ●                                                                                          | 야마노테 선 (신주쿠역, JY 17), 사이쿄 선 (신주쿠역, JA 11), 쇼난 신주쿠 라인 (신주쿠역, JS 20) 주오 쾌속선 (신주쿠역, JC 05), 주오·소부 완행선 (신주쿠역, JB 10), 게이오 전철 게이오 선 · 신선 (신주쿠역, KO 01) 오다큐 전철 오다와라 선 (신주쿠역, OH 01), 도쿄 지하철 마루노우치 선 (신주쿠역, M-08) 도쿄 지하철 후쿠토신 선 (신주쿠 3초메 역, F-13), 도쿄 도 교통국 지하철 오에도 선 (신주쿠니시구치 역, E-01) |            | 0.0            | 도 쿄 도     | 신주쿠구         |
| SS 02   | 다카다노바바        | 高田馬場     | ●     | ●     | ●     | ●     | ●     | ●                                                                                          | 야마노테 선 (JY 15), 도쿄 지하철 도자이 선 (T-03) | 2.0        | 2.0            | 도 쿄 도     | 신주쿠구         |
| SS 03   | 시모오치아이        | 下落合       | │     | │     | ↑     | ↓     | ↓     | │                                                                                          | | 1.2        | 3.2            | 도 쿄 도     | 신주쿠구         |
| SS 04   | 나카이              | 中井         | │     | │     | ↑     | ↓     | ↓     | │                                                                                          | 도쿄 도 교통국 지하철 오에도 선 (E-32) | 0.7        | 3.9            | 도 쿄 도     | 신주쿠구         |
| SS 05   | 아라이야쿠시마에    | 新井薬師前   | │     | │     | ↑     | ↓     | ↓     | │                                                                                          | | 1.3        | 5.2            | 도 쿄 도     | 나카노구         |
| SS 06   | 누마부쿠로          | 沼袋         | │     | │     | ↑     | ↓     | ↓     | │                                                                                          | 0.9 | 6.1        |                | 도 쿄 도     | 나카노구         |
| SS 07   | 노가타              | 野方         | │     | │     | ↑     | ↓     | ↓     | │                                                                                          | 1.0 | 7.1        |                | 도 쿄 도     | 나카노구         |
| SS 08   | 도리쓰카세이        | 都立家政     | │     | │     | ↑     | ↓     | ↓     | │                                                                                          | 0.9 | 8.0        |                | 도 쿄 도     | 나카노구         |
| SS 09   | 사기노미야          | 鷺ノ宮       | ●     | ●     | ●     | ↓     | ↓     | │                                                                                          | 0.5 | 8.5        |                | 도 쿄 도     | 나카노구         |
| SS 10   | 시모이구사          | 下井草       | │     | │     | ↑     | ↓     | ↓     | │                                                                                          | 1.3 | 9.8        | 스기나미구     | 도 쿄 도     |                  |
| SS 11   | 이오기              | 井荻         | │     | │     | ↑     | ↓     | ↓     | │                                                                                          | 0.9 | 10.7       | 스기나미구     | 도 쿄 도     |                  |
| SS 12   | 가미이구사          | 上井草       | │     | │     | ↑     | ↓     | ↓     | │                                                                                          | 1.0 | 11.7       | 스기나미구     | 도 쿄 도     |                  |
| SS 13   | 가미샤쿠지이        | 上石神井     | ●     | ●     | ●     | ↓     | ↓     | │                                                                                          | 1.1 | 12.8       | 네리마구       | 도 쿄 도     |                  |
| SS 14   | 무사시세키          | 武蔵関       | ●     | │     | ↑     | ↓     | ↓     | │                                                                                          | 1.3 | 14.1       | 네리마구       | 도 쿄 도     |                  |
| SS 15   | 히가시후시미        | 東伏見       | ●     | │     | ↑     | ↓     | ↓     | │                                                                                          | 1.2 | 15.3       | 니시토쿄시     | 도 쿄 도     |                  |
| SS 16   | 세이부 야기사와     | 西武柳沢     | ●     | │     | ↑     | ↓     | ↓     | │                                                                                          | 1.0 | 16.3       | 니시토쿄시     | 도 쿄 도     |                  |
| SS 17   | 다나시              | 田無         | ●     | ●     | ●     | ●     | ↓     | │                                                                                          | 1.3 | 17.6       | 니시토쿄시     | 도 쿄 도     |                  |
| SS 18   | 하나코가네이        | 花小金井     | ●     | ●     | ↑     | ↓     | ↓     | │                                                                                          | 2.3 | 19.9       | 고다이라시     | 도 쿄 도     |                  |
| SS 19   | 고다이라            | 小平         | ●     | ●     | ↑     | ↓     | ●     | │                                                                                          | 하이지마 선 (SS 19, 직결 운행) | 2.7        | 고다이라시     | 도 쿄 도     | 22.6             |
| SS 20   | 구메가와            | 久米川       | ●     | ●     | ↑     | ↓     |       | │                                                                                          | | 2.0        | 24.6           | 도 쿄 도     | 히가시무라야마시 |
| SS 21   | 히가시무라야마      | 東村山       | ●     | ●     | ●     | ●     | ●     | 고쿠분지 선 (SK 05, 직결 운행), 세이부엔 선 (SK 05)                                        | 1.4 | 26.0       |                | 도 쿄 도     | 히가시무라야마시 |
| SS 22   | 도코로자와          | 所沢         | ●     | ●     | ●     | ●     | ●     | 이케부쿠로 선 (SI 17)                                                                      | 2.9 | 28.9       | 사 이 타 마 현 | 도코로자와시 |                  |
| SS 23   | 고쿠코엔            | 航空公園     | ●     | ●     | ↑     | ↓     | │     |                                                                                            | 1.6 | 30.5       | 사 이 타 마 현 | 도코로자와시 |                  |
| SS 24   | 신토코로자와        | 新所沢       | ●     | ●     | ●     | ●     | │     | 1.2                                                                                        | 31.7 |            | 사 이 타 마 현 | 도코로자와시 |                  |
|         | 미나미이리소 신호장 | 南入曽信号場 | │     | │     | ↑     | ↓     | │     | 2.0                                                                                        | 33.7 | 사야마시   | 사 이 타 마 현 |              |                  |
| SS 25   | 이리소              | 入曽         | ●     | ●     | ↑     | ●     | │     | 1.9                                                                                        | 35.6 | 사야마시   | 사 이 타 마 현 |              |                  |
| SS 26   | 사야마시            | 狭山市       | ●     | ●     | ●     | ●     | ●     | 3.0                                                                                        | 38.6 | 사야마시   | 사 이 타 마 현 |              |                  |
| SS 27   | 신사야마            | 新狭山       | ●     | ●     | ↑     | ●     | │     | 2.7                                                                                        | 41.3 | 사야마시   | 사 이 타 마 현 |              |                  |
| SS 28   | 미나미오쓰카        | 南大塚       | ●     | ●     | ↑     | ●     | │     | 2.6                                                                                        | 43.9 | 가와고에시 | 사 이 타 마 현 |              |                  |
|         | 와키타 신호장       | 脇田信号場   | │     | │     | ↑     | ↓     | │     | 2.7                                                                                        | 46.6 | 가와고에시 | 사 이 타 마 현 |              |                  |
| SS 29   | 혼카와고에          | 本川越       | ●     | ●     | ●     | ●     | ●     | ■ 가와고에 선 (가와고에역), 도부 철도 도조 본선 (가와고에역, TJ-21 / 가와고에시 역, TJ-22) | 0.9 | 가와고에시 | 사 이 타 마 현 | 47.5         |                  |

- 준급 : 준급행 정차역
- 급행 : 급행 정차역
- 통급 : 통근급행 정차역
- 쾌급 : 쾌속급행 정차역
- 하라 : 하이지마 라이너 정차역
- 특급 : 특급 '고에도' 정차역

### 폐역 목록
- 니시사기노미야 : 사기노미야역과 시모이구사 역 사이에 위치. 1953년에 폐역.
- 히가시코다이라 : 하나코가네이 역과 고다이라 역 사이에 위치. 1954년에 고다이라 역과 통합된 후 폐역.
- 야나세 신호소 : 히가시무라야마 역과 도코로자와 역 사이에 위치. 1958년에 복선화 공사 완공으로 폐역.
- 가와고에 경마장앞 : 미나미오쓰카 역과 혼카와고에 역 사이에 위치. 임시승강장이었음. 1939년경 폐역.